# Samwise Gamgee
Samwise Gamgee (ou Sam Gamgee, também traduzido no Brasil por Samwise "Sam" Gamgi), filho de Hamfast "Ham" Gamgi, é um personagem fictício da trilogia O Senhor dos Anéis, de J. R. R. Tolkien.

## As aventuras de Sam emSenhor dos Anéis
Como uma punição por bisbilhotar a conversa de Gandalf com Frodo sobre o Um Anel, Sam foi nomeado companheiro de Frodo em sua empreitada até Valfenda. Na verdade, Sam acaba adorando, pois seu sonho sempre foi conhecer elfos.
Já em Valfenda, Sam escuta escondido o Conselho de Elrond, onde recusa-se a deixar Frodo e de ir sem ele até Mordor.  
Quando Frodo encontrou Gollum, que um dia foi dono do Um Anel, Sam imediatamente desprezou-o e avisou Frodo que ele não merecia a confiança, suspeitas confirmadas quando Gollum conduziu Frodo até uma caverna onde Laracna, uma aranha monstruosa, o devoraria. 
Sam e Frodo atravessam várias adversidades (leia aqui o resumo do enredo) e, por fim, destroem o Anel na Montanha da Perdição, com uma ajuda providencial e involuntária de Gollum, já que Frodo tinha sido dominado pelo Anel e não conseguia se desfazer dele, mas Gollum arrancou o dedo em que Frodo usava o Anel, mas acaba caindo nas Fendas da Perdição e morrendo junto.
Depois da Guerra do Anel, Sam casou-se com Rosinha Villa e mudou-se para Bolsão com Frodo. Teve treze filhos: Elanor, a Bela; Frodo, Rosa, Merry, Pippin, Cachinhos Dourados, Hamfast, Margarida, Primavera, Bilbo, Rubi, Robin e Tolman.
Quando Frodo partiu, no fim da Terceira Era, Sam herdou Bolsão, assim como o Livro Vermelho do Marco Ocidental, para que Sam continuasse a história. 
Na Quarta Era, Sam foi eleito sete vezes seguidas como prefeito do Condado.
Depois da morte de sua mulher, Sam deu o Livro Vermelho a sua filha Elanor, a Bela, e deixou o Condado. Não foi visto mais na Terra-média, e diz-se que, por ter sido por um tempo um Portador do Anel, ele conseguiu o direito de partir para as Terras Imortais.

## Características
Na obra de Tolkien, Sam e Frodo são hobbits, seres com mais ou menos a metade da altura de um humano, de pés grandes e peludos, que habitam a Terra-média. 
Inicialmente, Sam só foi um bom companheiro, caracterizado pelo interesse em Elfos e talentoso na declamação e composição de poemas. Posteriormente ele se mostra muito corajoso, não deixando de cumprir suas responsabilidades como companheiro, protetor e amigo.
Sam será no fim o que mais lucra a nível individual com a viagem, um dos que verdadeiramente se transformam, alcançando uma forma superior de consciência. Mas Sam não é o Portador do Anel, ele não é o herói predestinado para tentar a salvação da Terra Média, embora a sua constribuição seja decisiva. 